# Erica cordata
Erica cordata är en ljungväxtart som beskrevs av Gábor Gabriel Andreánszky. Erica cordata ingår i släktet klockljungssläktet, och familjen ljungväxter.

## Underarter
Arten delas in i följande underarter:
- E. c. arachnoidea
- E. c. bracteata
- E. c. concolor